# Running club Poltava
Running club Poltava — це полтавський клуб любителів бігу. Громадська організація заснована 2016 року. Історія цієї бігової спільноти почалася з пробіжок у колі друзів. Про клуб активно заговорили завдяки 30-тиденному марафону «Біжу заради дітей», у рамках якого учасники забігу встановили рекорд України за щоденне подолання півмарафонської дистанції (21,097 км) протягом тридцяти діб. А після першого офіційного старту «Полтавська ніч-2017», організованого RCP, ряди клубу поповнилися новими членами і зараз їх налічується близько 100.
Мета клубу — популяризація здорового способу життя, підтримка хорошої фізичної форми, організація цікавого й корисного дозвілля, підвищення стресостійкості та фізичної витривалості, участь у забігах міста, України та світу, поліпшення результатів.

## Членство в Running club Poltava
В ряди клубу приймають всіх охочих займатися любительським бігом, незалежно від рівня підготовки. Щоб стати членом Running club Poltava, потрібно регулярно відвідувати тренування і брати участь у заходах організації. Новому члену урочисто вручають клубну карту.
Заняття відбуваються у легкоатлетичному манежі, а в теплу пору року — це стадіон «Ворскла» імені Олексія Бутовського. Тренування включає різні види бігу (легкий крос, фартлек, інтервали і т. д.), спеціальні бігові вправи, загальну фізичну підготовку. Щосуботи у різних бігових локаціях міста, проводиться спільний Runday — біг на довгу дистанцію, а щонеділі — практика йоги.

## Клубна символіка
Спочатку Running club Poltava обрав своїм кольором червоний. Але у 2018 році було прийняте рішення змінити клубну гамму на біло-зелену. Така палітра більш яскрава, впізнавана й автентична стосовно Полтави. Бігове екіпірування включає в себе: футболку, майку, топ, шорти, напульсник, баф, пов'язку на голову. Комплекти спортивного одягу виготовляють на замовлення відомі українські виробники GERA та Joma. Організація має клубний прапор та затверджений логотип.
У 2020 році було оновлено дизайн клубних футболок. Зелений колір і логотип клубу залишилися незмінними. Але у зв'язку з регулярною участю у закордонних стартах прийняли рішення додати національну символіку, щоб спортсмени з інших країн ідентифікували бігунів з Полтави, як українців.
⠀

## Офіційні старти Running club Poltava

### «Прирічковий крос»
Найперший забіг, організований Running club Poltava 22 липня 2017 року. Проводиться щороку в Прирічному парку. Дистанція — 5 км. Захід має на меті не тільки популяризацію бігу, а й соціальну складову — захист найбільшої зеленої зони Полтави, яка має належати громаді й залишитися вільною від комерційних забудов. Нагороджують найшвидших серед жінок та чоловіків (1-3 місця).

### «Полтавська ніч»
Це єдиний нічний забіг у Полтаві, який відбувається щороку, починаючи з 16 вересня 2017 р. Саме після Першої Полтавської ночі в клуб прийшло більшість членів, які залишаються в рядах організації й нині. Налобні ліхтарики, які отримує кожен учасник, створюють особливу атмосферу, коли учасники біжать в них нічним містом. Захід поєднує в собі спортивний запал, романтику вересневої ночі та музичний драйв. Маршрут забігу пролягає Першотравневим проспектом. Одне коло має протяжність майже 1 км. Забіг відбувається на дві дистанції — 10 та 5 км. До участі долучаються як любителі, так і професіонали. Результати фіксуються чіповою системою. Фінішерів нагороджують тематичними медалями. Крім індивідуального заліку, також визначають переможців серед команд. Дійство традиційно супроводжує вогняне шоу, музичний супровід ді-джея та концерт гурту.

### «Ltava Run Racing»
Проводиться щороку з 2018 р. Це єдиний в Україні годинний забіг на діючому картодромі «Лтава». Завдання учасників бігти по кілометровому колу рівно годину. Такий формат забігу оптимальний як для професіоналів, так і любителів, як для початківців, так і для вже досвідчених бігунів. Адже кожен може бігти скільки йому під силу. У 2019 році забіг став частиною масштабної колаборації «Вікенд у Полтаві». Також в рамках заходу окремо провели дитячий старт протяжністю в 1 коло картодрому. Фінішери отримують результат у фінішному протоколі (фіксація відбувається за допомогою електронної чіпової системи) та пам'ятні медалі.

### Забіг у вишиванках
Уперше відбувся 24 серпня 2019 р. Дистанція 3 км пролягає територією Парк «Перемога» (Полтава). Це фановий старт у національному вбранні, приурочений Дню Незалежності України, і покликаний показати, що бігова спільнота Полтави шанує й пропагує українську традицію носити вишиванки. Нагороджують найшвидших серед жінок та чоловіків (1-3 місця).

## Керівництво
Голова клубу:
- Агапова Неля Вікторівна

Інструктори клубу:
- Дмитро Кербут — ультрамарафонець, Ukrman, триатлет.
- Григорій Юхимець — ультрамарафонець.

## Сайт та сторінки в соцмережах
- Сайт http://run.poltava.ua [Архівовано 1 травня 2022 у Wayback Machine.]
- Фейсбук https://www.facebook.com/running.club.poltava/
- Інстаграм https://www.instagram.com/runningclubpoltava/?hl=uk
- Ютуб https://www.youtube.com/channel/UCXqD1k3QzzgKTYibmbWgU2Q/ [Архівовано 4 березня 2020 у Wayback Machine.]